# Stazione di Ōsaki-Hirokōji
La stazione di Ōsaki-Hirokōji (大崎広小路駅?, Ōsaki-Hirokōji-eki) è una stazione ferroviaria di Tokyo che si trova a Shinagawa ed è servita dalla linea ● Ikegami delle Ferrovie Tōkyū.

## Linee
Tōkyū Corporation
● Linea Tōkyū Ikegami

## Struttura
La stazione è costituita da un marciapiede a isola centrale con due binari passanti su viadotto, e dispone di ascensori per l'accesso facilitato.
| 1 | ● Linea Tōkyū Ikegami |  | per Hatanodai, Yukigaya-Ōtsuka, Ikegami e Kamata |
| 2 | ● Linea Tōkyū Ikegami |  | per Gotanda                                      |

## Stazioni adiacenti
| «                   | Servizio            | »                   |
| Linea Tōkyū Ikegami | Linea Tōkyū Ikegami | Linea Tōkyū Ikegami |
| ------------------- | ------------------- | ------------------- |
| Gotanda             | Locale              | Togoshi-Ginza       |